# Зернівка

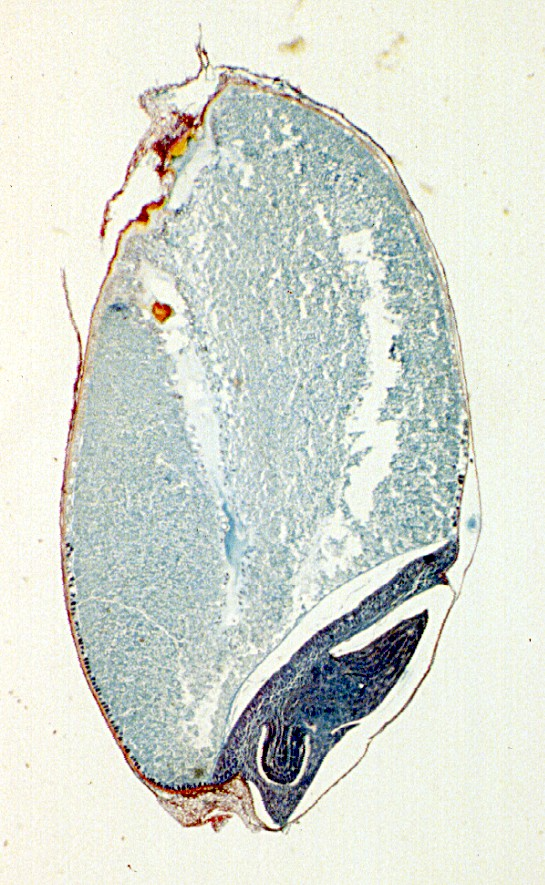
Поздовжній розріз зерна пшениці. Темний зовнішній шар — це оболонка плоду та насіння, світлий внутрішній шар — основна маса ядра зерна, праворуч внизу — ембріон темного кольору.

Зернівка (лат. caryopsis) — сухий нерозкривний однонасінний плід злаків, який має тонкий шкірястий оплодень, що міцно зростається з насіниною; нерозкривний однонасінний плід з тонким плівчастим (більшість видів Роасеае) або м'ясистим (деякі тропічні види Bambusoideae) оплоднем, який зростається з шкіркою насінини. Плід хлібних злаків — зернівку, часто називають зерном. У ячменю, вівса, проса, рису, сорго зернівки переважно вкриті квітковими лусками (плівками) і їх називають плівчастими. У пшениці, жита, кукурудзи зернівки голі.
Зернівки пшениці, жита, тритикале, ячменю, вівса на черевному боці мають поздовжню борозенку. Протилежний бік зернівки називається спинним.
За розміщенням у колоску в зернівці розрізняють нижню і верхню частини. У нижній частині зернівки з спинного боку розміщений зародок. У верхній частині насінини пшениці, жита, вівса є чубок, який складається з коротеньких волосків. У деяких хлібів він є досить характерною систематичною ознакою для розпізнавання видів та сортів.
Для визначення розмірів зернівки, вимірюють їх довжину, ширину і товщину. Довжина зернини — це відстань від її основи до верхнього кінця, ширина — відстань між боковими сторонами і товщина — між спинним і черевним боками.
Насінина злакових культур складається із зародка, ендосперму та двох оболонок: внутрішньої — насінної і зовнішньої — плодової, які щільно зрослися між собою. Плодова оболонка утворюється із стінок зав'язі. Під нею розміщені два шари насінної оболонки, яка утворюється з оболонок насінного зачатка. Між зародком, який містить первинні корінці і стебельця, та ендоспермом знаходиться щиток, що являє собою сім'ядолю зернівки. Зародок у різних хлібів не однаковий. У пшениці, жита, ячменю його маса становить 1,5-3%, у кукурудзи — 10-14% маси зернівки.